# جغرافيا فلكية

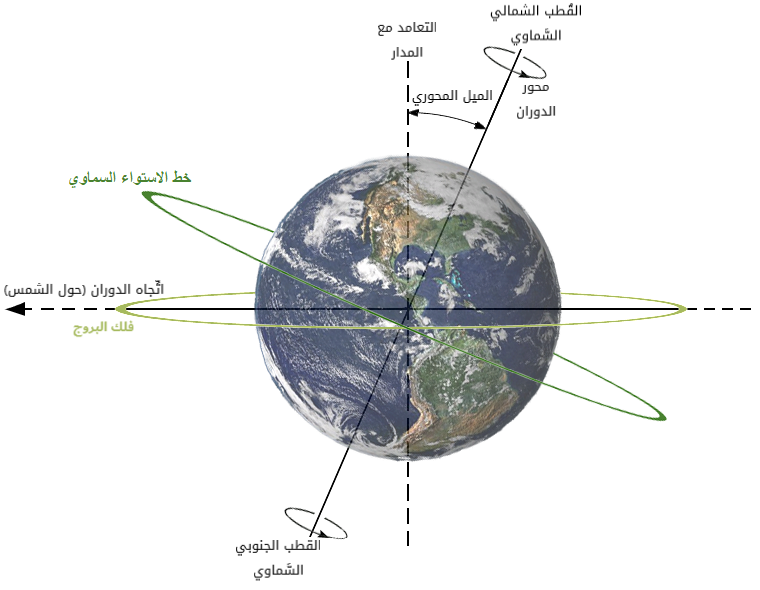
الميل المحوري للأرض وعلاقته بمحور الدوران ومستوى المدار

الجغرافيا الفلكيّة، هو فرع من فروع الجغرافيا الطبيعية، ويدرس هذا العلم الأرض على أنه كوكب من كواكب المجموعة الشمسية، وتدرس كذلك خصائصها الفلكية من حيث البعد عن الشمس وعلاقتها بها، كما تدرس دوران الأرض حول نفسها وحول الشمس.